# Zoran Krečković
Zoran Krečković (in serbo Зоран Кречковић?; 17 aprile 1959) è un ex cestista e allenatore di pallacanestro serbo.

## Palmarès

### Giocatore
- Coppa Korać: 1

Partizan Belgrado: 1977-78
- Coppa di Jugoslavia: 1

IMT Belgrado: 1987